# 援老抗美
援老抗美是中国政府从1968年到1978年支援老挝爱国战线对抗美国支持的老挝王国政府的援助活动。

## 历史背景
1954年7月关于印度支那问题的日内瓦会议承认老挝王国的独立、主权和领土完整。1959年12月，富米·诺萨万发动政变后，富米·诺萨万任副首相兼国防大臣掌握实权。1960年8月9日，老挝军队的中立派的贡勒上尉带领的由特种部队训练的老挝王国伞兵第二营600人通过一次不流血的政变控制了首都万象，推翻了昭·宋萨宁亲王内阁中立势力在万象成立了梭发那·富马亲王为首的革命最高统帅部执行委员会作为接下来的一段时间内的临时政府。反对政变的副首相兼国防大臣富米·诺萨万是泰国首相沙立·他那叻的姻亲，后者在泰国实施戒严法。在美国中情局的支持下，沙立秘密地建立了一个名叫”Kaw Taw“的泰国军事顾问组指导富米·诺萨万发动反政变，并向富米·诺萨万的军队提供火炮、炮兵和顾问。中情局支持的泰国军队为老挝反政变作战提供空中支援。贡勒政变一发生，泰国就开始封闭港口，切断了向万象出口的物资渠道。美国国务卿克里斯蒂安·赫脱明确表示美国支持昭·宋萨宁亲王内阁是“国王统治下的合法政府”。8月10日富米·诺萨万在家乡沙湾拿吉公布将武力夺取万象。美国驻老挝大使温斯洛普·G·布朗向富米回应声明美国支持其“通过迅速而果断的行动”恢复和平。项目评估办公室也转而支持富米·诺萨万。9月在沙湾拿吉组成了以文翁亲王为首的“革命委员会”，向梭发那·富马亲王的政府军发起猛攻。在美国的默许下，泰国从9月份便开始对老挝进行经济封锁，这使得老挝“通常靠铁路和轮渡能够获得的百分之九十的进口货，受到了阻碍”。“至10月末的时候，泰国对湄公河沿岸封锁使万象的燃料和粮食消耗濒临殆尽”。10月27日，梭发那-富马在新闻发布会上宣布他将要接受苏联的援助。 11月，靠着美航公司和泰国的秘密援助，富米·诺萨万和他的军队从老挝南部的沙湾拿吉向北进军万象。另一方面，美国从台湾派遣了4架B-26轰炸机进入皇家泰国空军基地，准备好对老挝的进攻，并后来又增加了8架B-26轰炸机。这些轰炸机装备先进，虽然没被使用，但对敌人构成了极大的威胁。根据11月22日达成的协议，1960年12月4日，苏联开始搭建通向万象的石油与粮食空运线，这是苏联自二战以来的大规模空运。在12月3日至14日期间，有34架次的苏联飞机进入万象。 这条空运线运输北越的军火意在加强中立主义与巴特寮的联合。1960年12月3日，苏联援老飞机试飞当天，毛泽东、周恩来、邓小平等领导人会见胡志明和黎笋时主动提出，让越方开出一个寮方需要的物资清单；此次会谈确立了中国援老的内容和方式，即包括对富马的公开援助和对寮方的秘密援助，两者均通过越南，后者是主要的。此次会晤标志着中国大规模援老的开始。1960年12月13日，富米·诺萨万的军队对万象开始了为期三天的轰炸。500名平民和17名伞兵在轰炸中身亡。14日，美国的航母特遣部队进入战备状态，第二空降旅随时待命抢占老挝机场。美国准备营救其在老挝的准军事部队和外交顾问。12月16日富米·诺萨万的军队攻陷了万象，组成了以文翁亲王为首相、富米·诺萨万为副相的内阁。贡勒和他所带领的中立势力放弃了万象，在越南人民军的掩护和苏联空投配给、军需品和广播的支援下向北撤到了石缸平原。在撤兵期间，贡勒又招募了400名新兵，使他的军队壮大到1200人。梭发那·富马亲王的老挝王国政府迁到了康开作为临时首都。1960年12月23日，中立势力与巴特寮结为了同盟。1960年底，老挝已经沦为国际超级大国冲突的角斗场。美国继续扶植老挝右派组成的文翁亲王政府，发动老挝内战追击中立派的贡勒伞兵第二营和左派巴特寮，并直接训练指挥老挝的“特种部队”进行特种战争。1961年1月1日起，由巴特寮、贡勒带领的中立主义者、以及越南人民军组成的新同盟开始了将9000人的皇家老挝陆军逐出石缸平原的作战并在最后获得成功。1月3日，老挝皇家空军进行了第一次出击，与掩护贡勒撤退到石缸平原的越南人民军和巴特寮交战。1月7日，北越又增加了4个营的兵力，其中两个营很快在通往万象的7号路线上遭遇冲突，另一个营进入石缸平原南部开始作战。1月15日，越南人民军第925独立旅全部到达老挝支援巴特寮和贡勒带领的中立主义者结成的联盟。1961年2月13日前，中国根据北越提供的清单，向寮方提供了足够1万人的部队使用的装备和药品(总价值660多万元)及6000多套军服。3月，中国向贡勒军队提供了1500套军装，给予8万美元解决军队开支问题，并向老挝爱国力量紧急提供运送物资的卡车和战场上使用的电台。4月，中国将援寮的2万发105炮弹和朝鲜援寮的物资紧急送往凭祥，等待北越接收。1962年1月14日，中老两国政府代表在老挝王国富马政府临时首都桑怒签定了关于中国帮助老挝修建本帕公路的协定，即从我国云南省勐腊县尚勇乡中老边境西侧的孟约至老挝丰沙里省省会的公路，全长81.5公里。昆明军区筑路队根据周恩来“包下来、修得好、修得快”的指示，从9月动工，1962年1月完成了中国段。12月，中国又向丰沙里提供了约10万元的紧急物资援助。
- 工程1大队：第十四军军直工兵营及所属三个师的工兵营、思茅军分区工兵营，共5个营。
- 工程2大队：铁道兵五师第12团、步兵第40师第120团
- 民工大队：云南省公路工程局第3、4工程处派出技术力量组建云南省第三工程大队

1961年10月苏共二十二大系统发展了赫鲁晓夫“和平共处”路线。11月肯尼迪政府派出的泰勒使团调查南越后，提交了建议美国在东南亚战略重心向南越转移的报告。为此，肯尼迪政府也希望尽快解决老挝问题。12月初，美国接受了以富马为首建立联合政府的方案。1962年1月，各方就日内瓦会议的国际方面——保证老挝的独立和中立达成协议。为避免被美国抛弃，富米·诺萨万在泰国沙立政府的支持下，决定发动新攻势，拖住美国并阻挠老挝左中右三方达成组成新政府的协议。1962年1月23日富米的右派王国军队向与中国接壤的琅南塔地区空投部队，准备新的攻击。面对富米的攻势，北越准备在琅南塔回击。此即南塔战役。昆明军区奉命抽调第十三军第39师组成军工2149人、民工1772人、汽车203辆、骡马639匹，利用林间小道，采取人背马驮、分段包干、接力运输的办法，提前将越寮联军使用的军事物资运到了琅南塔前线，为越寮联军在4月底发动总攻提供了条件。5月6日越寮联军攻下琅南塔后，中国迅速向琅南塔地区的越寮联军提供了支持保障性的物资、日用百货和一个营的军备。富米的右派王国军队在该国西北部向南撤退过了湄公河。当时中国正值东南沿海紧急战备，无暇南顾。美国派第七舰队部分兵力驻扎暹罗湾，到5月底派驻泰国的军队已达到5000多人。富米·诺萨万代表右派势力在琅南塔溃局及美、泰压力下，最终同意由富马担任联合政府首相。1962年6月24日，老挝左中右三方联合政府在万象成立。
1963年4月1日，亲巴特寮的联合政府外交大臣贵宁·奔舍那被贡勒军队中的亲右势力暗杀。随后，寮方联合贡勒军队内部的亲左力量向查尔平原上的贡勒驻军发动进攻，老挝内战再次爆发，联合政府名存实亡。
1963年4月11日，老挝政府正式验收孟丰公路。1963年7月，中国切断对富马和贡勒两方的援助，这标志着全面援巴特寮时代的到来；当月中国全部答应寮方提出的援助清单，提前将2,000吨大米和援助南塔-孟新地区的武器弹药运往边境。中国还决定抽调军事、民族、财经、调研方面的干部10人加强驻查尔平原的中国经济文化代表团。1963年9越25日，周恩来还专门向越寮提出，中国准备向老挝人民党中央驻地桑怒派出一个代表机构，即后来的桑怒工作组，帮助寮方做好“建党、建军、巩固根据地、少数民族、财经、实现自力更生”等方面的工作。
1964年至1966年底的3年时间内，中国即对全国人口尚不足400万的老挝解放区(不含对富马亲王的援助)，提供了各种枪2.4万余枝(挺)、火炮600余门、枪弹300多万发、炮弹49万多发、手榴弹20万余枚、无线电台和电话机1300多部、汽车60余辆、军服60余万套，总金额约5000多万元人民币(当时货币价)。
1968年2月28日，中老双方在北京签订了《中、寮双方关于修建公路问题的会议纪要》。1968年5月8日，一支队三营十连脱下解放军军装，穿上巴特寮的服装，乘车朝老挝边境进发，5月9日护卫警卫入老的公路线路踏勘团：交通部派来的8个专家、援越工程兵第5支队副支队长刘德润(副军级)、昆明军区作战部方南荣科长，参谋李秋武以及孙学成营长等，加上电台报务员、运输部队等共400余人，经纳堆、孟赛、孟夸，最后抵达丰沙里。

## 援老抗美筑路指挥部
1965年8月，沈阳军区工程兵抽调部队组建中国志愿工程队五支队援越抗美。主要任务为新建7号公路（安沛省朗达至老街省班菲156公里）、11号公路（平卢至巴溪），维护保障6号公路。1968年8月竣工回国，支队部和下属部队在云南省玉溪等地短期休整2个月，改建为援老抗美筑路指挥部，设在勐腊县与老挝接壤的尚勇乡的一个深山沟里，原所辖的5个团和民工大队继续到老挝执行援老抗美修路任务。五支队副支队长刘德润出任指挥部主任。原支队长徐成功和支队政委彭松韬调回沈阳军区分别出任沈阳军区装甲兵司令员、第三十九军政委。 
1968年10月中旬筑路部队开赴老挝北部。首先用一个多月时间就修通了从边境磨憨口岸至老挝孟赛的急造军用道路。

到老挝北部修建6条公路总长841公里：
- 老西线(1号公路)，由云南省勐腊县尚勇乡边境口岸磨憨相连的老挝磨丁口岸，经20多公里是纳堆（Na Teuy）县城，至乌多姆赛省省会所在地孟赛县，全长100公里，沿途为原始森林，只有当地居民只有1000多人。1968年10月开工，1969年9月竣工，1971年移交。
- 孟北线(2号公路)，由孟赛至湄公河岸边的北本（今译巴本（英语：Pak Beng district）），全长144公里。1969年8月19日至9月5日民族一支队三营十连警卫踏勘路线的云南省交通厅第四测绘大队35人，第5支队马富明参谋长、边防民族一支队参谋长秦德旺、参谋太世鹤；回撤时，9月7日上午9时至下午4时，美军和泰军F-105战斗轰炸机群对宿营的孟本（Beng）、孟洪（Houn）等较大的平坝寨子使用火箭弹和子母弹狂轰滥炸，运送患钩端螺旋体病的战士提前出发的一个班和病人、卫生员、骡马手共15人在尚岗寨子（Samkang）被追炸，共13人炸亡，后昆明军区授予该班为“硬骨头班”。分两期施工：（孟赛-孟洪）， 1969.12—1971.04，全长92.442公里。（孟洪-北本）， 1971.05—1973.10, 全长51.558公里。
- 北线(3号公路)，由班纳堆至中老边境21号界碑，与勐腊县城至勐满公路终点交会，全长107公里。 1971.04—1973.10
- 老东线(4号公路)，由孟赛至孟夸（Khoa），向东与南烏河对岸孟夸至越代臧公路接通至越南莱州省奠边府，全长100公里，1969年10月开工。孟夸的南烏河大桥是援老修建的桥梁中最长的一座，桥位水面宽160米，深18米，全长256米，9个孔。在大桥工地附近集结了60门中小口径高炮，50挺高射机枪。1971年5月14日下午美机40余架次地对大桥和高炮阵地轰炸持续了3个小时，防空部队15人牺牲，50人受伤。1972年11月完工。现为2E公路。
- 新东线，由班纳双至崩海(孟献)，全长280公里，1972年4月8日，新东线全线贯通，苏发努冯亲王亲自出席了交接仪式。1972年4月12日，内蒙古军区高炮独立营、空军高炮11师的2个高炮营守护新东线芒朗大桥遭敌机共30余架次对我高炮阵地轰炸，激战2个小时，击落2架击伤3架，高炮部队12人牺牲，伤42人。1978年2月完工，是老挝西北地区东西方向的主要交通干线。  1978年4月8日，我援老筑路任务胜利完成。在老挝孟外县中老双方举行了隆重的签字移交仪式。
- 巴琅线，由班巴孟至琅勃拉邦，全长111公里，是连接老挝西北、东西两大公路系统的唯一交通干线。

1968年12月初，沈阳军区坦克三师37毫米高炮营到达1号公路终点孟赛布防，这是我军高炮部队首次在老挝出现。 1969年8月22日，坦克3师高炮守护孟赛的南帕大桥，四架敌机飞至1800米时，高炮团突然开火，当即击落击伤敌机各1架。敌发现高炮位置后，集结8架轰炸机飞来轰炸孟赛大桥。在周围布置的空军高炮44团2营和第11军直属高炮营，激战半个小时，击落敌机4架，击伤2架。
在5年的对空作战中，我援老高炮部队先后派出21000余人的对空作战部队，作战95次，击落敌机35架，击伤24架，最大程度地保障了筑路工程部队和民工的安全。在我防空部队有力打击下，敌机逐渐减少了轰炸，1974年底，我高炮部队全部撤回国内。援老抗美中，我军有269人英勇牺牲，其中210人长眠在老挝孟赛和班南舍的烈士园里。
1978年5月援老筑路工程指挥部率251团、143团、112团划归北京军区，驻张家口地区。1985年撤编。